# Лукашин (село)
Лукашин (арм. Լուկաշին) — село в Армавирской области Армении. Основано в 1922 году.
Назван в честь председателя Совета Народных Комиссаров Армении Сергея Лукашина (1883-1937).

## География
Село расположено в северной части марза, к северу от автодороги , на расстоянии 5 километров к северо-западу от города Армавир, административного центра области. Абсолютная высота — 870 метров над уровнем моря.
Климат
Климат характеризуется как семиаридный (BSk в классификации климатов Кёппена). Среднегодовая температура воздуха составляет 11,6 °C. Средняя температура самого холодного месяца (января) составляет −3,4 °С, самого жаркого месяца (июля) — 24,8°С. Расчётная многолетняя норма атмосферных осадков — 312 мм. Наибольшее количество осадков выпадает в мае (53 мм).

## Экономика
Население занимается плодоводством, животноводством и пчеловодством.

## Население
| Год переписи | Население          | Население          | Население          | Население            | Население            | Население            |
| Год переписи | Наличное население | Наличное население | Наличное население | Постоянное население | Постоянное население | Постоянное население |
| Год переписи | Всего              | Мужчины            | Женщины            | Всего                | Мужчины              | Женщины              |
| ------------ | ------------------ | ------------------ | ------------------ | -------------------- | -------------------- | -------------------- |
| 2001         | 2213               | 1078               | 1135               | 2346                 | 1160                 | 1186                 |
| 2011         | 2155               | 1035               | 1120               | 2216                 | 1083                 | 1133                 |